# Colonarie
Colonarie – najdłuższa rzeka karaibskiego państwa Saint Vincent i Grenadyny o długości 8 km (minimalnie dłuższa niż Buccament), położona na największej wyspie państwa, Saint Vincent. Płynie ona najpierw z północno-wschodnich stoków góry Grand Bohomme na północny wschód i skręca następnie na wschód, by wpłynąć do Oceanu Atlantyckiego w miejscowości Colonarie.